# Coleophora wockeella
Coleophora wockeella là một loài bướm đêm thuộc họ Coleophoridae. Nó được tìm thấy ở Latvia to bán đảo Iberia, Ý và Albania and from Đảo Anh đến miền nam Nga.
Sải cánh dài khoảng 20 mm. Adults are ochreous with several whitish streaks on the forewing and distinctively thickened bases to the antennae. Con trưởng thành bay từ tháng 6 đến tháng 7 in miền tây Europe.
Ấu trùng ăn Stachys officinalis. 

## Hình ảnh

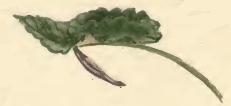
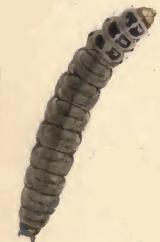